# San Andrés, Tepehuacán de Guerrero
San Andrés är en ort i Mexiko.   Den ligger i kommunen Tepehuacán de Guerrero och delstaten Hidalgo, i den sydöstra delen av landet, 190 km norr om huvudstaden Mexico City. San Andrés ligger 558 meter över havet och antalet invånare är 410.
Terrängen runt San Andrés är bergig söderut, men norrut är den kuperad. Runt San Andrés är det ganska tätbefolkat, med 60 invånare per kvadratkilometer. Närmaste större samhälle är Chapulhuacán, 8,1 km norr om San Andrés. I omgivningarna runt San Andrés växer huvudsakligen savannskog.